# Disques Nuits d'Afrique
 (novembre 2022).
La mise en forme du texte ne suit pas les recommandations de Wikipédia : il faut le « wikifier ».
Les points d'amélioration suivants sont les cas les plus fréquents. Le détail des points à revoir est peut-être précisé sur la page de discussion.
- Les titres sont pré-formatés par le logiciel. Ils ne sont ni en capitales, ni en gras.
- Le texte ne doit pas être écrit en capitales (les noms de famille non plus), ni en gras, ni en italique, ni en « petit »…
- Le gras n'est utilisé que pour surligner le titre de l'article dans l'introduction, une seule fois.
- L'italique est rarement utilisé : mots en langue étrangère, titres d'œuvres, noms de bateaux, etc.
- Les citations ne sont pas en italique mais en corps de texte normal. Elles sont entourées par des guillemets français : « et ».
- Les listes à puces sont à éviter, des paragraphes rédigés étant largement préférés. Les tableaux sont à réserver à la présentation de données structurées (résultats, etc.).
- Les appels de note de bas de page (petits chiffres en exposant, introduits par l'outil «  Source ») sont à placer entre la fin de phrase et le point final[comme ça].
- Les liens internes (vers d'autres articles de Wikipédia) sont à choisir avec parcimonie. Créez des liens vers des articles approfondissant le sujet. Les termes génériques sans rapport avec le sujet sont à éviter, ainsi que les répétitions de liens vers un même terme.
- Les liens externes sont à placer uniquement dans une section « Liens externes », à la fin de l'article. Ces liens sont à choisir avec parcimonie suivant les règles définies. Si un lien sert de source à l'article, son insertion dans le texte est à faire par les notes de bas de page.
- La présentation des références doit suivre les conventions bibliographiques. Il est recommandé d'utiliser les modèles {{Ouvrage}}, {{Chapitre}}, {{Article}}, {{Lien web}} et/ou {{Bibliographie}}. Le mode d'édition visuel peut mettre en forme automatiquement les références.
- Insérer une infobox (cadre d'informations à droite) n'est pas obligatoire pour parachever la mise en page.

Pour une aide détaillée, merci de consulter Aide:Wikification.
Si vous pensez que ces points ont été résolus, vous pouvez retirer ce bandeau et améliorer la mise en forme d'un autre article.
Disques Nuits d'Afrique est un label ou maison de disque situé à Montréal attachée aux Productions Nuits d'Afrique. Il produit le Festival international Nuits d'Afrique (FINA) et en distribue des compilations.

## Historique
Les Disques Nuits d'Afrique sont fondés en 1999 par Lamine Touré.[réf. nécessaire]
Ils produisent et distribuent chaque année la compilation du Festival International Nuits d'Afriques (FINA) ainsi que la compilation des Syli d'Or, enregistrée chaque année lors de la finale du concours du même nom,. De plus, une compilation spéciale pour le Club Balattou et pour le Festival International Nuits d'Afrique est produite et distribuée lors des années d'anniversaire importantes (20e, 25e, 30e, 35e, etc.). Elle distribue la musique via son partenaire de distribution Believe[réf. souhaitée].
Les Disques Nuits d'Afrique commercialisent, depuis sa fondation en 1999, la musique des artistes du label via les plateformes numériques.[réf. souhaitée] En 2020, les Disques Nuits d'Afrique cessent de commercialiser sous format CD[réf. souhaitée].
Le label distribue chaque année certains projets artistiques des artistes locaux. Par exemple, Djely Tapa en 2019, Dakka Dembélé en 2020, Queen Omega et Kizaba en 2021 et Naxx Bitota en 2022,,.
Le label distribue aussi des artistes internationaux tels que Kassav,  Tiken Jah Fakoly, Omar Pene, Cheikh Ibra Fam (Orchestra Baobab) ou Moktar Gania.